# Träslövsläge kyrka
Träslövsläge kyrka, tidigare Träslövsläge kapell, är en kyrkobyggnad i kustsamhället Träslövsläge i Varbergs kommun. Den tillhör Träslövs församling i Göteborgs stift.

## Kyrkobyggnaden
Träkyrkan uppfördes åren 1926–1927 efter ritningar av Sigfrid Ericson, som även ritade två andra träkapell i stiftet: Brämaregårdens kyrka 1925 och Flatöns kapell 1927–1928. Kyrkan invigdes av biskop Edvard Herman Rodhe den 29 augusti 1927. Bygget möjliggjordes genom medel insamlade av församlingsborna. 
Byggnaden har rektangulär planform, med utbyggd sakristia i norr och ett lågt kraftigt torn i långhusets bredd i väster. Ingången ligger i väster och går genom tornets bottenvåning. Kyrkans brädfodrade och vitmålade exteriör är artikulerad med pilastrar och kraftig gesims. Långhuset täcks av ett valmat sadeltak, medan tornet har ett flackt pyramidtak. Långhustaket och tornhuven är belagda med rött tegel. De utvändiga snickerierna är välbevarade från byggnadstiden.
Även interiören har flera klassicerande inslag. Det vida kyrkorummet har reveterade väggar och täcks av ett flackt tunnvalv av trä. Den rika utsmyckningen av valvet är, liksom altartavlan, målad 1951 av Joël Mila tillsammans med dennes hustru Hilma. Takmålningarna illustrerar Kristi liv och gärning på jorden. Alla avbildade personer har utförts efter levande modeller från orten. 
Ett församlingshem söder om kyrkan uppfördes 1984 och sammanbyggdes med kyrkan.

## Inventarier
- Altarkorset med törnekrona och svepning fanns tidigare i Träslövs kyrka.
- Altartavlan, målad av Mila, föreställer Jesus stillar stormen och bakgrunden avildas två skär som ligger vid inseglingen till Träslövsläge.
- Votivskeppet är byggt av Gunnar Westberg på fyrskeppet Fladen och kom till kyrkan 1935.
- Dopfunten är åttasidig med grönmarmorerad fot och pelare. Basen och cuppan har röda fyrkanter i ett svart ramverk med förgyllda lister. Funten står i korets södra del.

### Klockor
- Storklockan är gjuten 1927. Diameter: 93 cm. Vikt: 525 kg.
- Lillklockan göts 1957 och har diametern 77 cm och vikten 285 kg.

### Orgel
- Orgeln är byggd 1995 av Walter Thür Orgelbyggeri AB.

| Man I. Huvudverk | Man II. Svällverk | Pedal        | Koppel |
| ---------------- | ----------------- | ------------ | ------ |
| Borduna 16'      | Dubbelflöjt 8'    | Subbas 16'   | II/I   |
| Principal 8'     | Fugara 8'         | Oktava 8'    | II/P   |
| Gedackt 8'       | Voix céleste 8'   | Borduna 8'   | I/P    |
| Oktava 4'        | Principal 4'      | Trombone 16' |        |
| Kvinta 3'        | Traversflöjt 4'   |              |        |
| Oktava 2'        | Waldflöjt 2'      |              |        |
| Mixtur 3 chor    | Tremulant         |              |        |
| Trumpet 8'       |                   |              |        |

## Omgivningar
- Väster om kyrkan ligger ett bårhus.
- Norr om kyrkan och på samma gata ligger en servicecentral med parkering mot kyrkan.

## Bilder

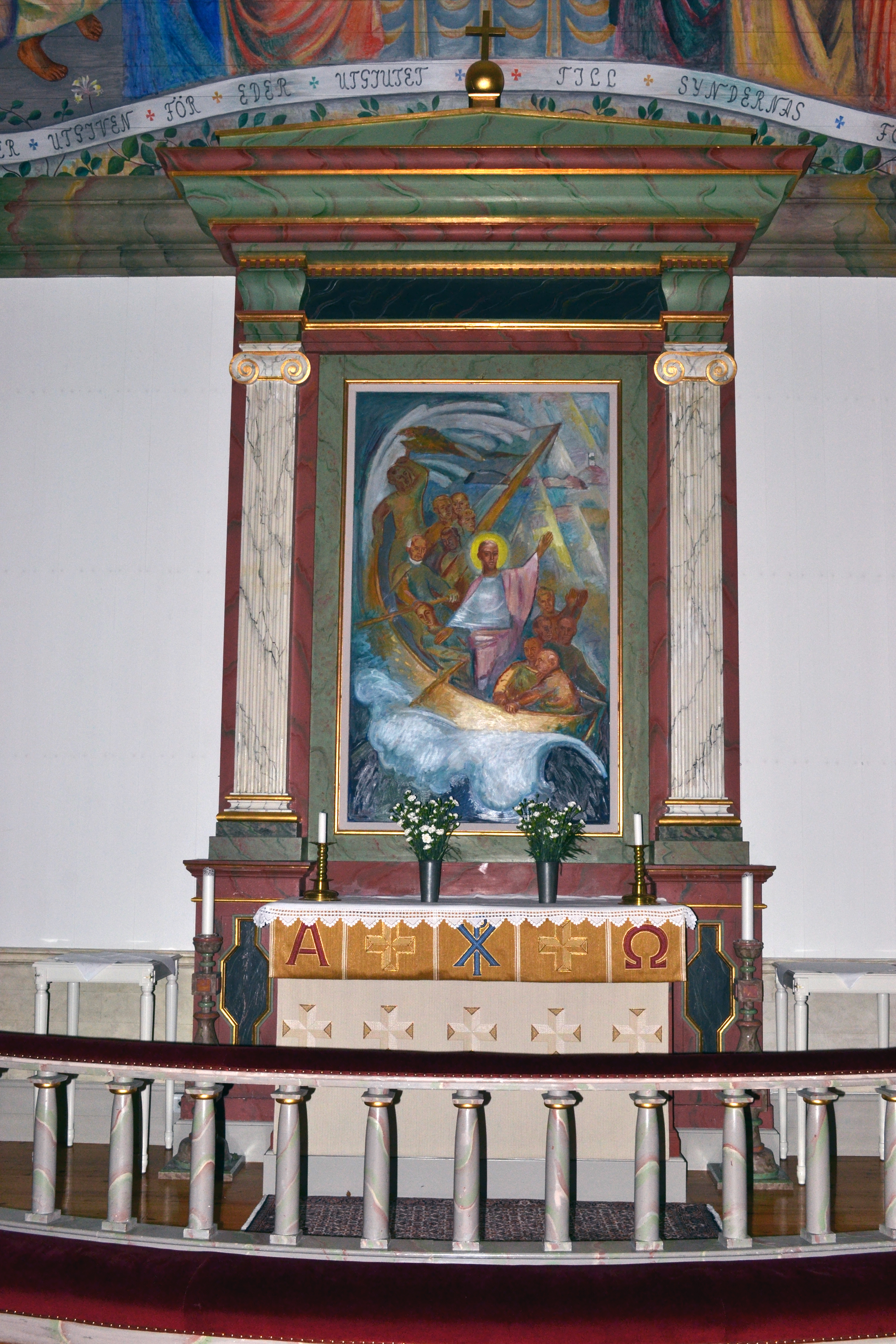
Altaruppsatsen.
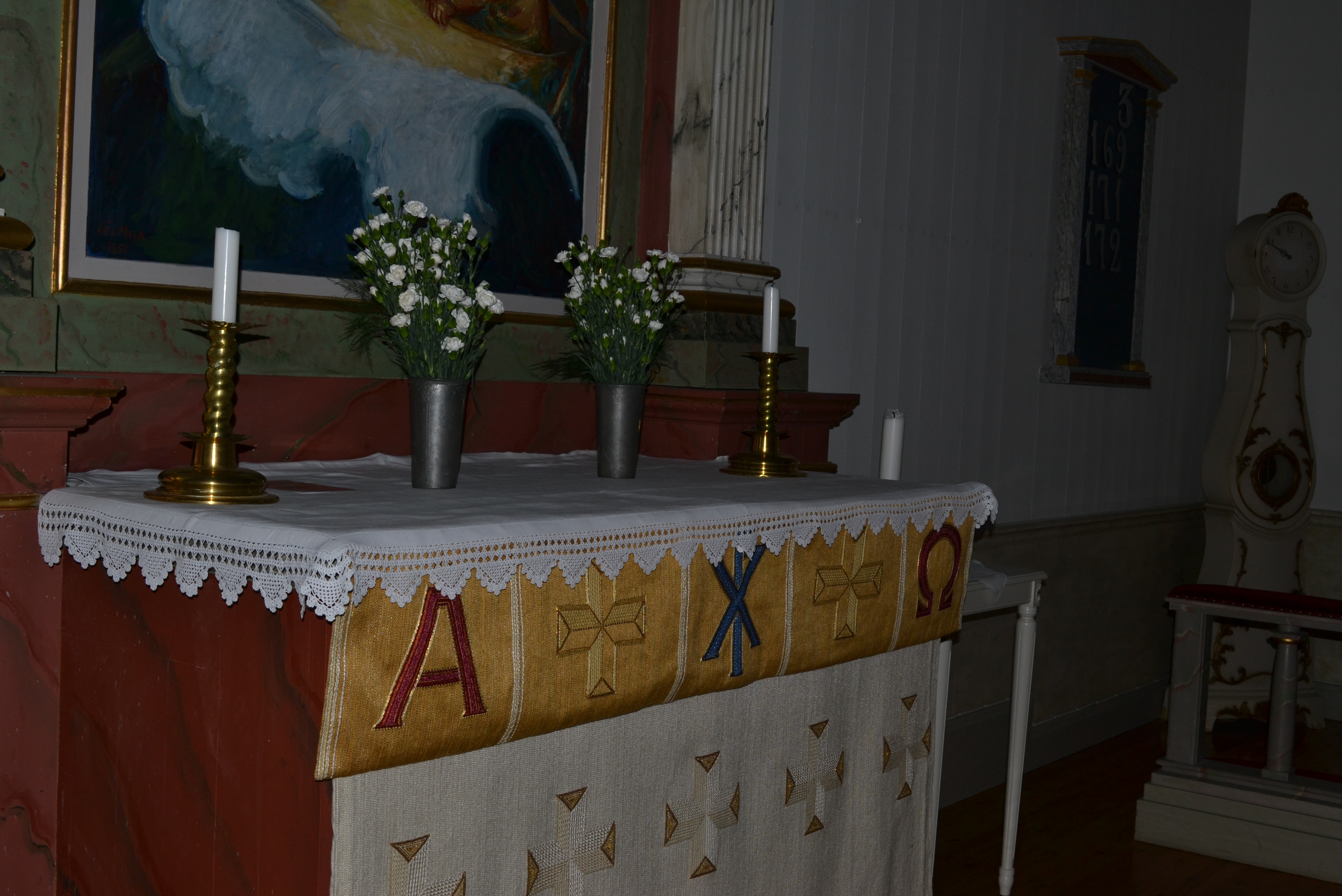
Altaret.
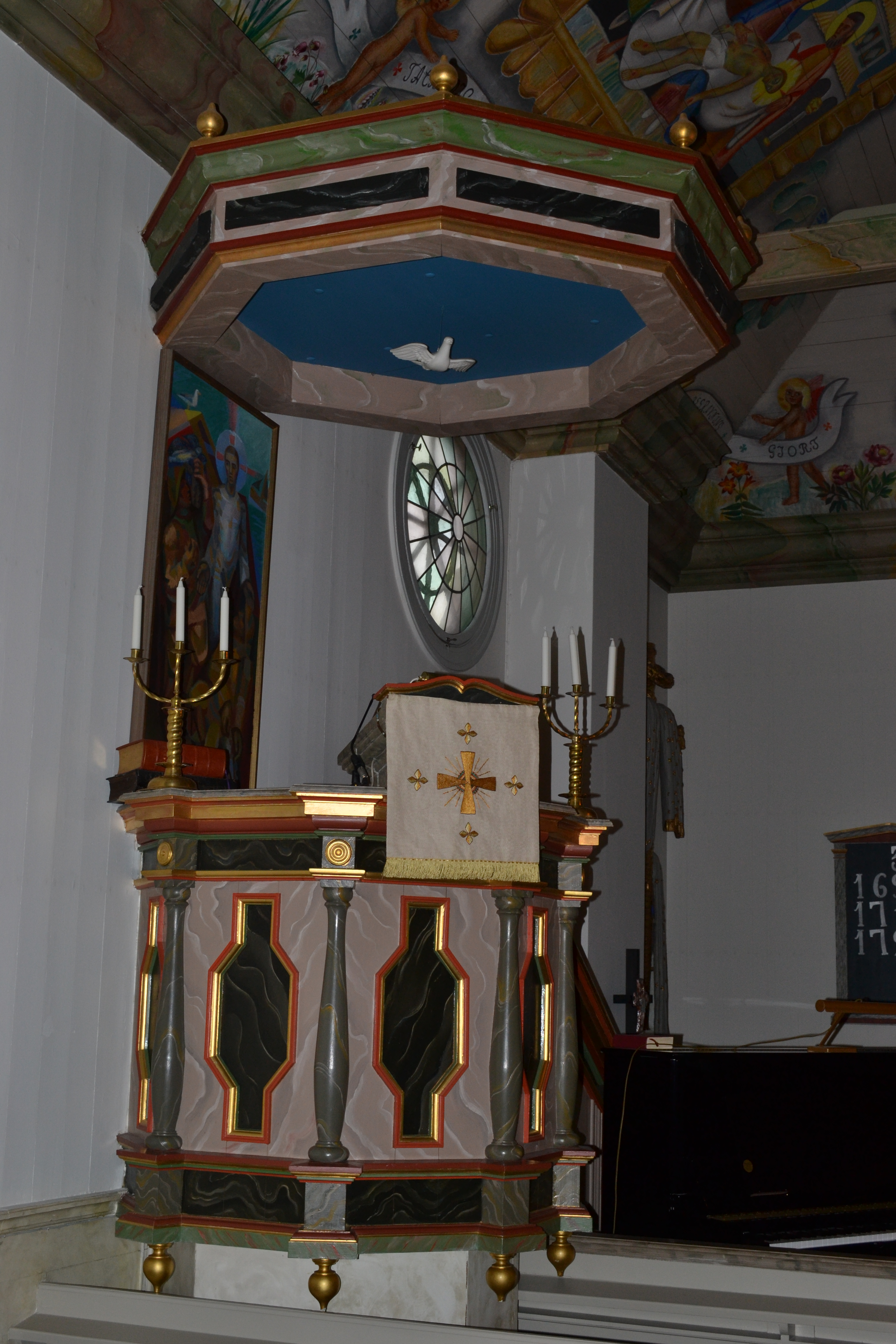
Predikstolen.
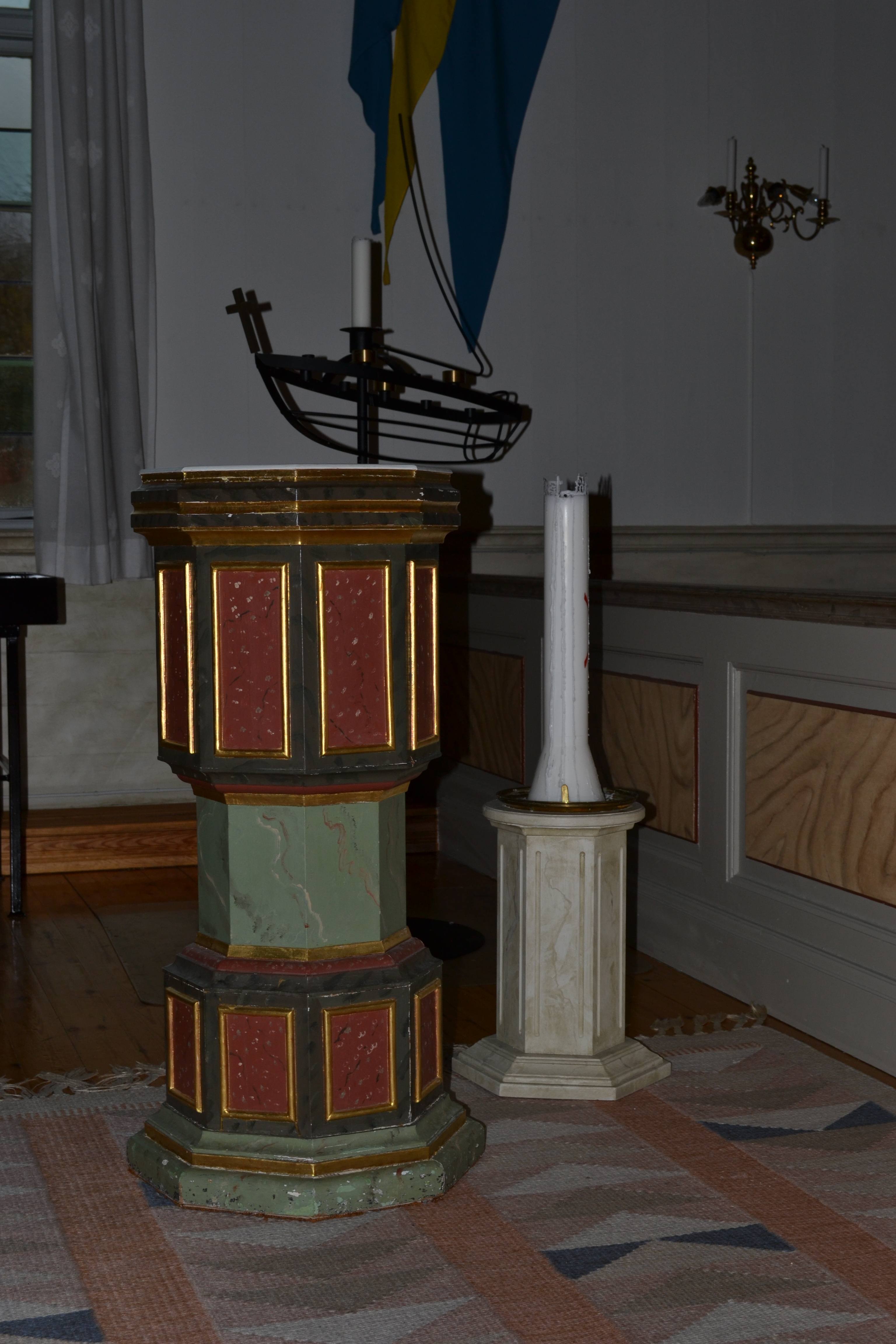
Dopfunten.
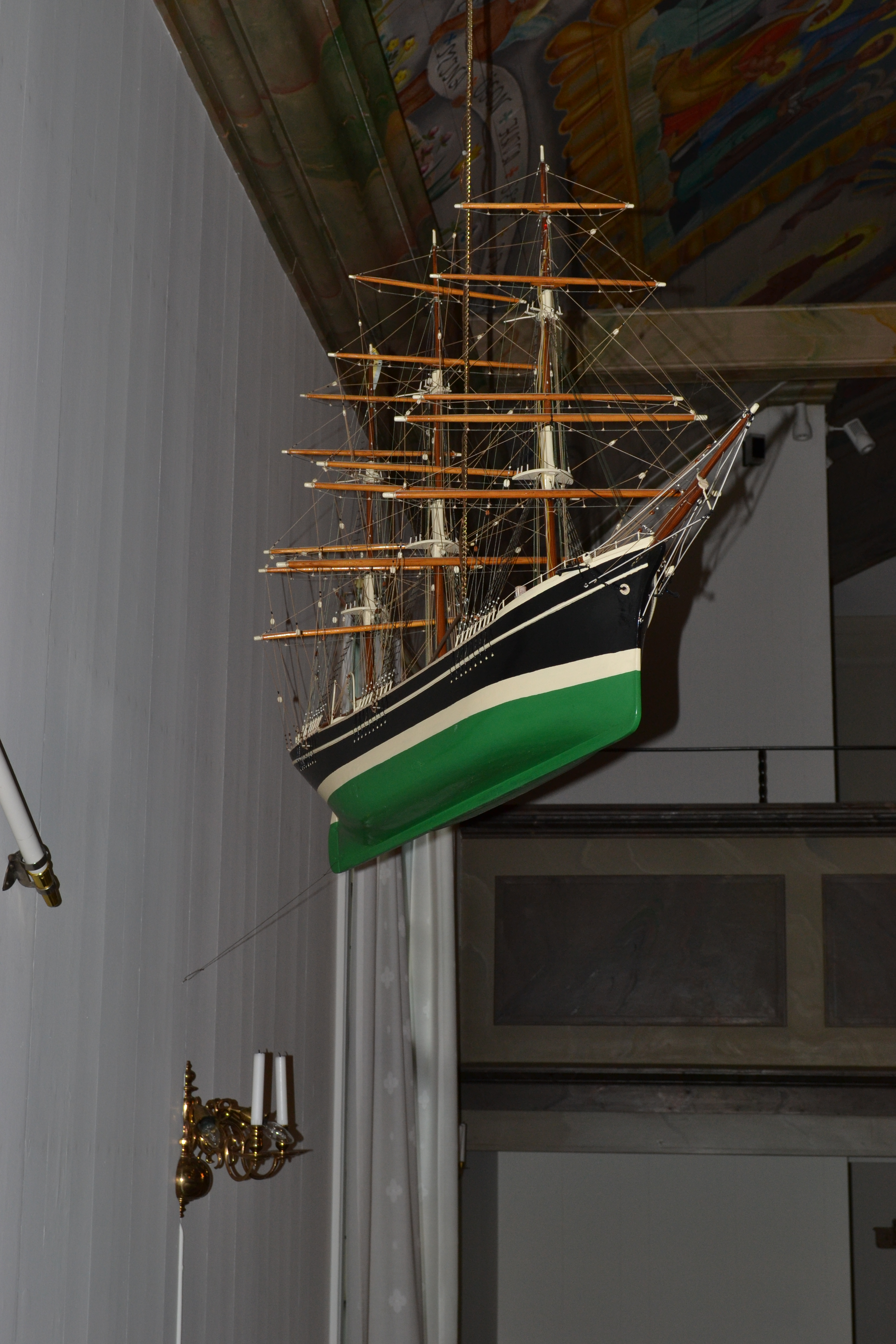
Votivskeppet.
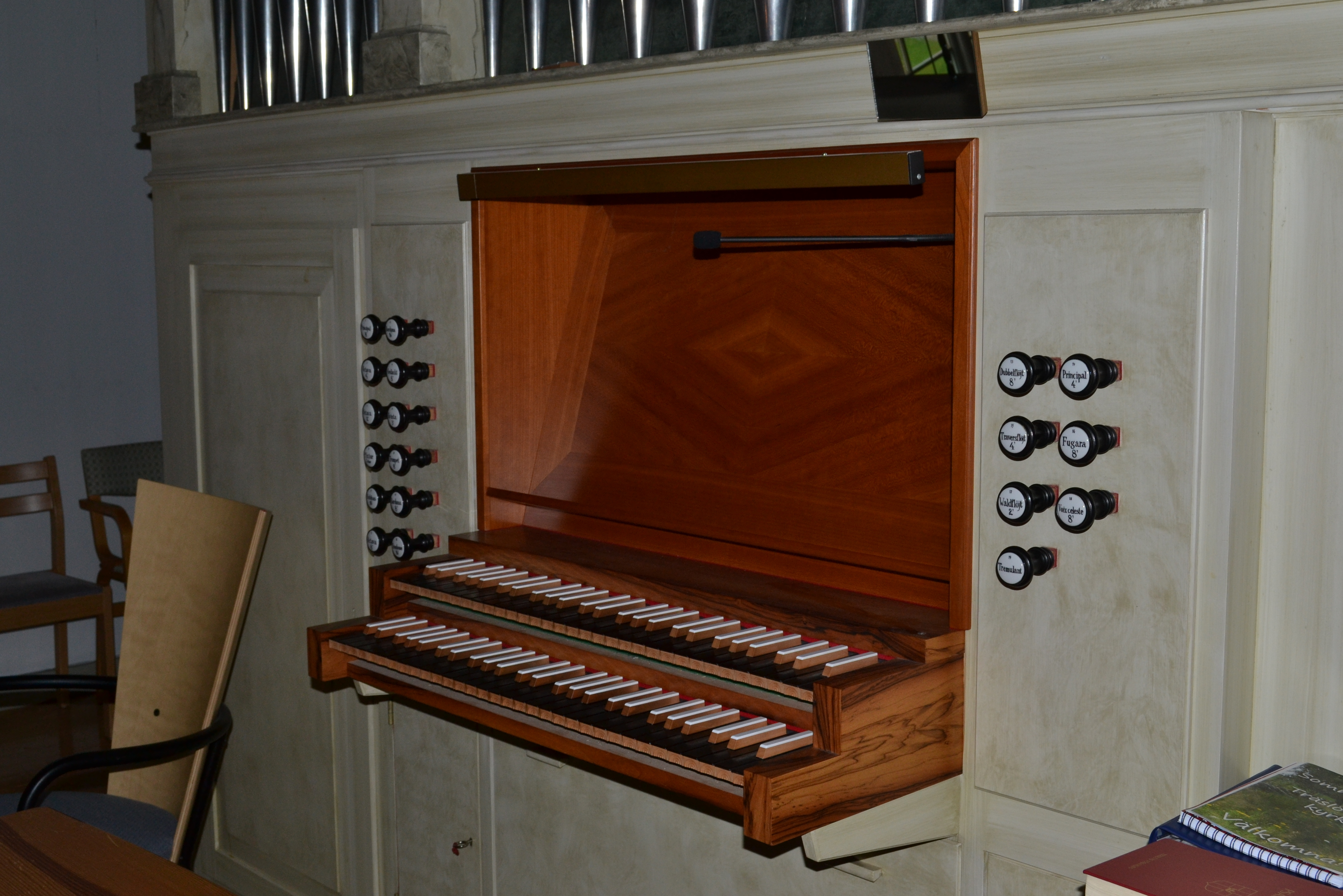
Orgeln.
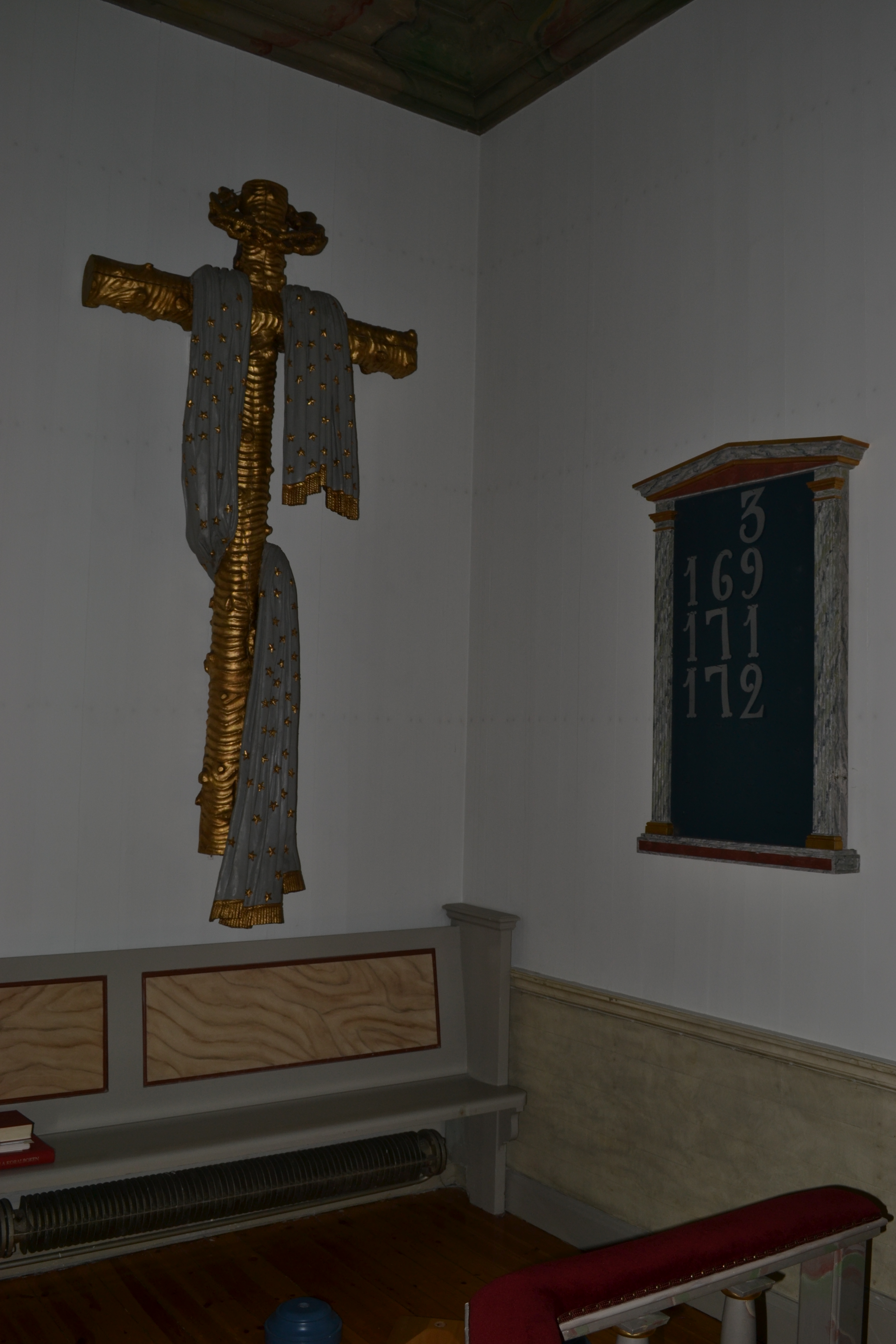
Altarkorset från Träslövs kyrka.
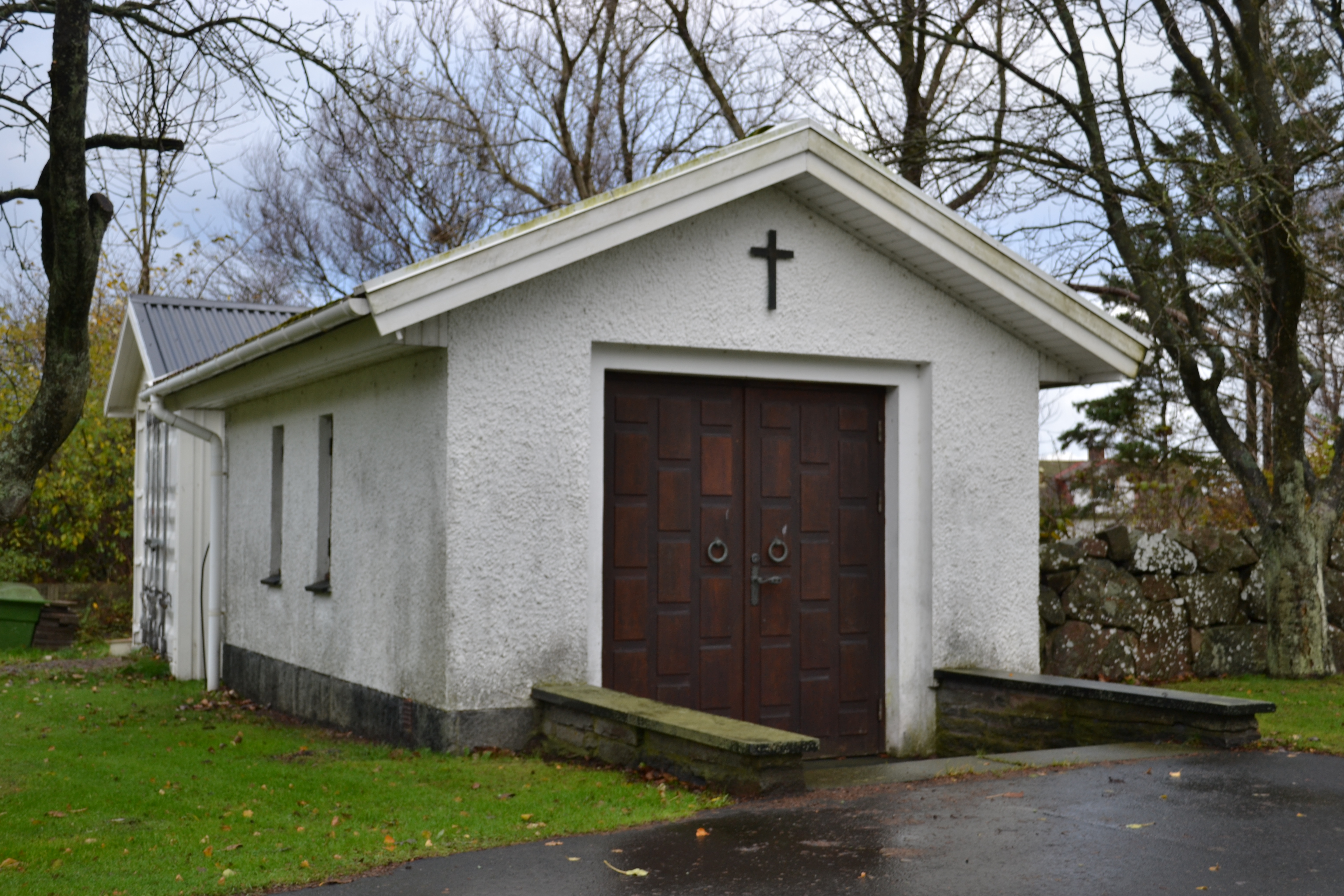
Bårhuset.